# Amanda Leffler
Amanda Magdalena Benedikte Leffler, född 26 april 1851 i Göteborg, död 11 mars 1927 i Göteborg, var en svensk författare. Hon var dotter till segelmakaren Magnus Fredrik Leffler och Tecla Amanda Andersson. Modern dog 20 år gammal i barnbörd och Amanda växte upp med sin styvmor Mathilda Wallin och sina 2 småsystrar. Hon var barnbarn till riksdagsmannen och segelmakaren Erik Magnus Leffler och Malin Bruhn. 
Leffler studerade 1887–1888 vid Tärna och Askovs folkhögskola och var engagerad i KFUK och Majornas blåbandsförening. Som författare gav hon ut broschyrer och novellsamlingar. Hon ägnade hela sitt liv åt nykterhetsrörelsen med focus på kvinnor och kvinnofrid i hemmet, flertal av hennes långa tal kan man hitta i tidningsarkiven https://tidningar.kb.se/. Hon skrev även i tidningarna Idun, Göteborgs Handelstidning och Göteborgs aftonblad. Leffler är begravd på Mariebergs kyrkogård i Göteborg. En bild på henne vid 75 år finner man på Svenskt Porträttarkiv - Amanda Leffler (xn--portrttarkiv-kcb.se)